# Бережанський горбогірний лісовий район
Бережа́нський горбогі́рний лісови́й райо́н — територія, відмінна від інших природно-територіальних комплексів за рельєфом, кліматом, ґрунтовим покриттям і рослинністю; частина Опілля. Належить до Розтоцько-Опільської фізико-географічної області Західно-Української провінції лісостепевої зони.
Розташований у західній частині Тернопільської області (територія Бережанського, Підгаєцького, південна частина Зборівського і західна частина Козівського районів).
Абсолютні висоти — 350–450 м. Територія переважно порізана старими ярами і балками з крутими залісненими схилами і широким дном. Рельєф горбистий (висота горбів 80—100 м, розміщені грядами).
Ґрунти переважно сірі, ясно-сірі, опідзолені чорноземи.
Долини рік Золота Липа й Коропець широкі, заплави заболочені.
Широколистяні ліси займають третину території району, ростуть переважно бук, граб, дуб, клен, липа, явір, подекуди на піщаних схилах горбів — сосна. Великі масиви лісів на горбах в основному знищені, нині тут пасовища.